# Bruchomorpha costaricensis
Bruchomorpha costaricensis är en insektsart som beskrevs av Schmidt 1927. Bruchomorpha costaricensis ingår i släktet Bruchomorpha och familjen Caliscelidae. Inga underarter finns listade i Catalogue of Life.